# Bundesstraße 106
De Bundesstraße 106 (ook wel B106) is een bundesstraße in Duitse deelstaat Mecklenburg-Voor-Pommeren.
De B106 begint bij Wismar en loopt verder langs de stad Schwerin. De B106 is ongeveer 50 km lang.

## Routebeschrijving
De B106 begint in het zuiden van de havenstad Wismar, op de rotonde waar de B105 eindigt en de B208 begint. De B106 voert zuidwaarts de stad uit en gaat over de A20 heen, maar er is geen directe aansluiting mee. De B106 loopt zuidwaarts door bebost gebied, parallel aan de A14. Men komt door Dorf Mecklenburg en Lübstorf de stad Schwerin hier sluit een paar kilometer ten noorden van de stad bij afrit  Schwerin-Nord de B104 aan vanuit Schwerin, waarna ze samen een deel van de westelijke randweg vormen. Deze randweg heeft deels 2x2 rijstroken. Halverwege de randweg splitst de B104 in westelijke richting waarna de B106 een korte samenloop kent met de B327waar na hij eindigt op de kruising met de L072.
Afwaardering
Het zuidelijke deel van de B106 tussen Schwerin-Süd en Ludwigslust is vanwege het parallelle verloop van de A14 afgewaardeerd naar L072.
B1 · B2 · B4 · B5 · B75 · B76 · B77 · B87 · B96 · B96a · B96b · B97 · B101 · B102 · B103 · B104 · B105 · B106 · B107 · B108 · B109 · B110 · B111 · B112 · B112n · B113 · B115 · B122 · B156 · B158 · B166 · B167 · B168 · B169 · B179 · B182 · B183 · B187 · B188 · B189 · B190n · B191 · B192 · B193 · B194 · B195 · B196 · B197 · B198 · B199 · B200 · B201 · B202 · B203 · B204 · B205 · B206 · B207 · B208 · B209 · B246 · B320 · B321 · B404 · B430 · B431 · B432 · B434 · B435 · B495 · B501 · B502 · B503